# Compsobuthus polisi
Espèce
Compsobuthus polisi est une espèce de scorpions de la famille des Buthidae.

## Distribution
Cette espèce est endémique d'Oman.

## Étymologie
Cette espèce est nommée en l'honneur de Gary Allan Polis.

## Publication originale
- Lowe, 2001 : « A new species of Compsobuthus Vachon, 1949 from central Oman (Scorpiones: Buthidae). » Scorpions 2001 In Memoriam Gary A. Polis, British Arachnological Society, p. 171-177.